# Мельник Роман Сергійович
Мельник Роман Сергійович (нар. 17 серпня 1978, Запоріжжя) — український вчений-правознавець, доктор юридичних наук, професор кафедри адміністративного права юридичного факультету КНУ, директор Центру німецького права КНУ.

## Біографія
Мельник Роман Сергійович народився 17 серпня 1978 року в місті Запоріжжя у сім'ї службовців. Після завершення навчання у 1995 р. середньої школи № 101 м. Запоріжжя вступив на навчання до Запорізького юридичного інституту МВС України, який закінчив з відзнакою у 1999 р., отримавши спеціальне звання «лейтенант міліції» та кваліфікацію «спеціаліст-юрист». У цей же рік вступив в ад'юнктуру Харківського університету внутрішніх справ. У 2002 році, під науковим керівництвом Анатолія Комзюка, Мельник захистив дисертацію на здобуття наукового ступеня кандидата юридичних наук на тему «Забезпечення законності застосування заходів адміністративного примусу, не пов'язаних з відповідальністю». Його офіційними опонентами під час захисту дисертації були Ольга Андрійко та Василь Настюк.
З 2002 року працював на посаді старшого викладача кафедри адміністративного права та адміністративної діяльності Харківського національного університету внутрішніх справ. У цьому закладі він працював до 2012 року, поступово займаючи керівні посади. Зокрема, у 2006–2009 роках очолював науково-дослідну лабораторію з проблем взаємодії з населенням та громадськістю. У 2009–2010 роках був начальником кафедри адміністративного права та процесу, а у 2011–2012 роках очолював кафедру адміністративної діяльності органів внутрішніх справ.
У 2011 році Мельник захистив дисертацію на здобуття наукового ступеня доктора юридичних наук на тему «Система адміністративного права України». Його науковим консультантом був Анатолій Комзюк, офіційними опонентами — Юрій Битяк, ⁣Анатолій Берлач та Тетяна Коломоєць.
З 2012 року він обіймає посаду професора кафедри адміністративного права юридичного факультету Київського національного університету імені Тараса Шевченка. У 2014 році йому було присвоєно вчене звання професора кафедри адміністративного права. Вже з 2015 року він став заступником голови спеціалізованої вченої ради Д 26.001.04 цього ж університету.
Починаючи з 2016 року, Роман Сергійович поєднує свою основну діяльність із посадою директора Центру німецького права юридичного факультету КНУ імені Тараса Шевченка. Того ж року він очолив виконання держбюджетної науково-дослідної теми «Теорія та практика адаптації законодавства України до законодавства Європейського Союзу».
З 2019 року він також є викладачем у Казахському гуманітарному юридичному університеті.
Сфера його наукових інтересів охоплює систематику адміністративного права, телекомунікаційне право, містобудівне право, а також право на свободу мирних зібрань. Під його керівництвом успішно захищено одну докторську та десять кандидатських дисертацій.

## Громадська діяльність
Мельник Роман Сергійович у 2008 році заснував та до 2010 року очолював юридичну клініку Харківського національного університету внутрішніх справ.
Під керівництвом Мельника Романа Сергійовича у 2010 році розроблено та реалізовано соціально-просвітницький проект «Безпека для малих та дорослих».
Член науково-консультативної ради при Вищому адміністративному суді України.
Мельник Роман Сергійович засновник та керівник правопросвітницького проекту для дітей «Університет юних правознавців». Мельник Роман Сергійович засновник та головний редактор від України німецького юридичного журналу «Recht der Osteuropäischen Staaten (ReOS)».
Мельник Роман Сергійович співзасновник та член правління громадської організації «Німецько-український правознавчий діалог».
Мельник Роман Сергійович засновник громадської організації «Асоціація випускників юридичного факультету Київського національного університету імені Тараса Шевченка».

## Нагороди
Мельник Роман Сергійович нагороджений:
- відзнакою МВС України «За розвиток науки, техніки та освіти» ІІ ступені[12]
- відзнакою МВС України «За розвиток науки, техніки та освіти» І ступені[12]
- премією імені Ярослава Мудрого за видатні досягнення в науково-дослідницькій діяльності з проблем правознавства (2015)[13]

## Публікації (основні)
1. Мельник Р. С. Склад і основи правового становища суддів адміністративних судів Німеччини // Право України. — 2006. — № 12. — С. 120—123.
2. Мельник Р. С. Оновлення системи адміністративного права України — вимога сьогодення // Правова інформатика. — 2007. — № 3 (15). — С. 52–56.
3. Комзюк А. Т., Бевзенко В. М., Мельник Р. С. Адміністративний процес України: Навчальний посібник. — Київ.: Прецедент, 2007. — 531 с.
4. Кодекс адміністративного судочинства України в схемах [Навчальний посібник для юрид. вузів і фак. / Р. С. Мельник, В. М. Бевзенко, Г. О. Пономаренко та ін.]; За ред. А. Т. Комзюка. — Харків: Юстініан, 2008. — 144 с.
5. Мельник Р. С. Теорія правової держави та її вплив на виникнення адміністративного права та формування його системи // Юридична Україна. — 2008. — № 5. — С. 42–48.
6. Мельник Р. С. Ще раз про сутність та ознаки публічно-правових відносин // Вісник Вищого адміністративного суду України. — 2008. — № 4. — С. 55–64.
7. Пономаренко Г. О., Комзюк А. Т., Бевзенко В. М., Мельник Р. С. Адміністративна юстиція в України: Навчальний посібник / За заг. ред. А. Т. Комзюка. — К.: Прецедент, 2009. — 198 с.
8. Komsjuk A., Melnik R., Bewsenko W., Mann T. Die Verwaltungsgerichtsbarkeit in der Ukraine: Entstehung, Entwicklung, Struktur und Inhalt // Osteuropa Recht. — 2010. — Heft 3. — S. 249—271.
9. Мельник Р. Новий погляд на стару статтю (до аналізу наукової спадщини М. Карадже-Іскрова) // Право України. — 2010. — № 2. — С. 258—266.
10. Мельник Р. С. Система вітчизняного адміністративного права та євроінтеграція України: до питання пошуку взаємозв'язку / Р. С. Мельник // Право України. — 2010. — № 8. — С. 116—122.
11. Мельник Р. С. Інститут державної служби чи службове право? // Юридична Україна. — 2010. — № 11. — С. 65–70.
12. Мельник Р. С. Як покращити викладання адміністративного права // Право Україна. — 2010. — № 12. — С. 228—236.
13. Мельник Р. С. Система адміністративного права України: монографія / Р. С. Мельник. — Х. : Вид-во Харківського національного університету внутрішніх справ, 2010. — 398 с.
14. Melnyk Roman Die EU-Integration und deren Bedeutung für den ukrainischen Staat und das ukrainische Recht // Einfluss der Europäischen Union auf die Nationale Verwaltungsgerichtsbarkeit: Wissenschaftlich-Praktische Konferenz 25.-26. Mai 2011. Charkiw, 2012. — S. 50–57.
15. Мельник Р. С. Громадянське суспільство, держава та адміністративне право // Право України. — 2013. — № 8. — С. 227—233.
16. Манн Томас Адміністративний процес: загальна частина (Федеративна Республіка Німеччини, Україна): науково-практ. посіб / Манн Томас, Мельник Роман, Бевзенко Володимир, Комзюк Анатолій; пер. та адапт. з нім. Мельника Романа; за заг. ред. Бевзенка Володимира. — К. : Алерта, 2013. — 308 с.
17. Мельник Р. С. Форми мирних зібрань та їх характеристика через призму статті 39 Конституції України / Р. С. Мельник // Адміністративне право і процес. — 2013. — № 4 (6). — С. 109—123.
18. Мельник Р. С. Право на свободу наукової творчості: стан і перспективи реалізації у сфері української юридичної науки / Р. С. Мельник // Адміністративне право та процес. — 2014. — № 3 (9). — С. 271—281.
19. Мельник Р. С. Загальне адміністративне право / Р. С. Мельник, В. М. Бевзенко: Навчальний посібник / За заг. ред. Р. С. Мельника. — К.: Ваіте, 2014. — 376 с.
20. Мельник Р. С. Концепція людиноцентризму у сучасній доктрині адміністративного права / Р. С. Мельник // Право України. — 2015. — № 10. — С. 157—165.
21. Загальне адміністративне право: підручник / [Гриценко I.С., Мельник Р. С., Пухтецька А. А. та інші]; за заг. ред. I. С. Гриценка. — К. : Юрінком Інтер, 2015. — 568 с.
22. Melnyk Roman Das Konzept der Ausrichtung auf den Menschen in der heutigen Doktrin des ukrainischen Verwaltungsrechts // Recht der osteuropäischen Staaten. — 2015. — Heft 3. — S. 260—269.
23. Мельник Р. С. Право на мирні зібрання. Законодавство. Коментар. Судова практика / Р. С. Мельник. — К. : Юрінком Інтер, 2015. — 240 с.
24. Мельник Р. С. Право на свободу мирних зібрань: теорія і практика. — К. : Ваіте, 2015. — 168 с.
25. Мельник Р. С., Петров С. В. Право громадян на інформацію та його правова природа // Журнал східноєвропейського права. — 2015. — № 21. — С. 6–13.
26. Мельник Р. С., Мосьондз С. О. Адміністративне право України (у схемах та коментарях): навч. посібник / Р. С. Мельник, С. О. Мосьондз; за ред. Р. С. Мельника. — К. : Юрінком Інтер, 2015. — 344 с.